# Karl Braun (Ethnologe)
Karl Braun (* 1952 in Wunsiedel) ist ein deutscher Ethnologe.

## Leben und Wirken
Karl Braun studierte von 1974 bis 1980 Empirische Kulturwissenschaft und Germanistik an der Eberhard Karls Universität Tübingen und schloss 1980 als Magister ab. Von 1981 bis 1984 studierte er Vergleichende Religionswissenschaft in Tübingen. 1985 bis 1990 lehrte er als DAAD-Lektor an der Universität Extremadura in Cáceres in Spanien. 1992 wurde er an der Sozialwissenschaftlichen Fakultät der Universität Tübingen bei Hermann Bausinger mit der Arbeit Andere Körper, noch keine Sexualität. Zur Hermeneutik vormoderner Anthropologie promoviert. Von 1992 bis 1997 lehrte er an der Karls-Universität Prag. 1997 habilitierte er sich mit der Arbeit Stierläufe. Kontinuität und Wandel in Geschichte und Kultur Spaniens an der Philipps-Universität Marburg. Von 1998 bis 2002 hatte er Vertretungsprofessuren an den Universitäten Frankfurt am Main, Marburg und Göttingen. 2002 wurde er als Professor für Europäische Ethnologie an die Philipps-Universität Marburg berufen. Von 2006 bis 2008 war er Prodekan und von 2008 bis 2009 Dekan des Fachbereiches Gesellschaftswissenschaften und Philosophie.
Karl Braun gehörte 1999 bis 2005 dem Vorstand der Gesellschaft für Ethnografie in Berlin an und war 2005 bis 2007 Museumsbeauftragter der Philipps-Universität Marburg. Er ist Mitglied im Collegium Carolinum München und im Johann Gottfried Herder-Forschungsrat Marburg. Seit 2011 ist er Vorsitzender der Deutschen Gesellschaft für Volkskunde.
Schwerpunkte der Forschungs- und Publikationstätigkeit von Karl Braun sind spanische Kulturanthropologie, Sexualitätsgeschichte und Genderforschung, Volkskunde des böhmisch-mährischen Raumes und die Alltagsgeschichte Deutschlands.

## Schriften
- Andere Körper, noch keine Sexualität. Zur Hermeneutik vormoderner Anthropologie. Dissertation. Universität Tübingen 1991.
- Die Krankheit Onania. Körperangst und die Anfänge moderner Sexualität im 18. Jahrhundert. Campus, Frankfurt am Main 1995, ISBN 3-593-35387-3.
- Stierläufe. Kontinuität und Wandel in Geschichte und Kultur Spaniens. Habilitationsschrift. Universität Marburg 1997.
- Der Tod des Stiers.  Fest und Ritual in Spanien. Beck, München 1997, ISBN 3-406-42823-1.
- ¡Toro! Spanien und der Stier. Wagenbach, Berlin 2000, ISBN 3-8031-2383-6.
- Luisenburg. ein vergessener Landschaftsgarten der Frühromantik. Jonas, Marburg 2005, ISBN 3-89445-349-4 (Rezension von Michael Niedermeier).
- Der Wunsiedler Friedhof und andere Grenzgeschichten. Edition Sonnberg, Wien 2015, ISBN 978-3-9502043-6-0.

Herausgeberschaft
- „Sie suchen nach dem Gold wie Schweine“. Die Eroberung Mexiko-Tenochtitlans aus indianischer Sicht.  Zusammengestellt und bearbeitet nach Bildern und Texten von Bernardino de Sahagún. AS, Tübingen 1982, ISBN 3-88773-010-0.
- Martin Scharfe: Signaturen der Kultur. Jonas, Marburg 2011, ISBN 978-3-89445-459-3.
- mit Claus-Marco Dieterich, Christian Schönholz: Umbruchszeiten. Epistemologie & Methodologie in Selbstreflexion.  Dokumentation der dgv-Hochschultagung 2010 in Marburg. Förderverein der Marburger Kulturwissenschaftlichen Forschung und Europäischen Ethnologie, Marburg 2012, ISBN 978-3-8185-0504-2.
- mit Claus-Marco Dieterich, Angela Treiber: Materialisierung von Kultur.  Diskurse, Dinge, Praktiken. Königshausen & Neumann, Würzburg 2015, ISBN 978-3-8260-5594-2.
- (Mithrsg.): Friedenszeiten. Zum Eigensinn der Monate Januar 1913 bis Juli 1914. Jonas, Marburg 2015, ISBN 978-3-89445-492-0.